# Cerkev sv. Sergija in Bakha
Mala Hagija Sofija (turško Küçük Ayasofya Camii) je mošeja in nekdanja grška pravoslavna cerkev svetega Sergija in Bakha (starogrško Ἐκκλησία τῶν Ἁγίων Σεργίου καὶ Βάκχου ἐν τοῖς Ὁρμίσδου, latinizirano: Ekklēsía tôn Hagíōn Sergíou kaì Bákchou en toîs Hormísdou), posvečena svetima Sergiju in Bakhu v Konstantinoplu (sodobni Carigrad), zgrajena med letoma 532 in 536 in spremenjena v mošejo v času Osmanskega cesarstva.
To bizantinsko stavbo z osrednjo kupolo je v 6. stoletju postavil Justinijan I.; kljub svojemu turškemu imenu verjetno ni bila model za Hagijo Sofijo ('Sveta modrost'), s katero je bila njena gradnja sočasna, vendar je kljub temu ena najpomembnejših zgodnjebizantinskih stavb v Carigradu. Takrat jo je Prokopij prepoznal kot okras celotnega mesta, sodobni zgodovinar Vzhodnorimskega cesarstva pa je zapisal, da se cerkev »po izvirnosti svoje arhitekture in razkošnosti rezljanega okrasja uvršča v Konstantinoplu je takoj za samo sv. Sofijo.«

## Lega
Stavba stoji v Carigradu, v okrožju Fatih in v soseski Kumkapı, blizu Marmarskega morja, v bližini ruševin Velike palače in južno od hipodroma. Zdaj je od morja ločena s progo primestne železnice Sirkeci-Halkalı in obalno cesto, Kennedy Avenue.

## Zgodovina

### Bizantinsko obdobje
Po kasnejši legendi je bil med vladavino Justina I. njegov nečak Justinijan I. obtožen zarote proti prestolu. Obsojen je bil na smrt, ki so se ji izognili, potem ko sta se svetnika Sergij in Bakh pojavila pred Justinom in jamčila za Justinijanovo nedolžnost. Bil je osvobojen in mu povrnjen naziv cezarja, v zahvalo pa se je zaobljubil, da bo posvetil cerkev svetnikoma, ko bo postal cesar. Gradnja te cerkve svetega Sergija in Bakha med letoma 527 in 536 našega štetja je bila eno prvih dejanj v času vladavine Justinijana I.
Nova cerkev je ležala na meji med prvo in tretjo regijo (regio) mesta na nepravilnem območju med Hormisdasovo palačo (Justinijanova hiša, preden je stopil na prestol) in cerkvijo svetega Petra in Pavla. Takrat sta si cerkvi delili isti narteks, atrij in propileje. Nova cerkev je postala središče kompleksa, njen del pa je ohranjen še danes, proti jugu severne stene ene od drugih dveh stavb. Cerkev je bila ena najpomembnejših verskih stavb v Konstantinoplu. Kmalu po izgradnji cerkve je bil v bližini stavbe zgrajen istoimenski samostan.
Gradnja nove cerkve se je začela tik pred ali med gradnjo Hagije Sofije, zgrajene med letoma 532 do 537. Menili so, da sta stavbo zasnovala ista arhitekta, Izidor iz Mileta in Antemij iz Tralesa, kot neke vrste »generalne vaje« za največjo cerkev Bizantinskega cesarstva. Vendar pa je stavba v arhitekturnih podrobnostih precej drugačna od Hagije Sofije in ideja, da je bila le pomanjšana različica, je bila v veliki meri diskreditirana. Namesto tega je najbolj neposreden vpliv verjetno predstavljala cerkev sv. Polievkta, ki jo je zgradila Anicia Juliana približno desetletje pred sv. Sergijem in Bakhom, in je bila pod vplivom Sasanidov največja cerkev v Konstantinoplu do izgradnje Hagije Sofije. Kljub temu, ker cerkev sv. Polievkta, zgrajena 519–522, ni bila obzidana z opeko, ampak je pokrivala tri nasprotujoče si pare ekseder z leseno streho, značilno za baziliko, je treba neposredni arhitekturni precedens obeh sv. Sergija in Bakha ter Hagijo Sofijo najti v visečih kupolah drugje, na primer v tako imenovanem mavzoleju Gale Placidije v Raveni in več prejšnjih bizantinskih kupolah, rotundah in poligonih, katerih temelji so ohranjeni.
V letih 536 in 537 je Hormisdasova palača postala monofizitski samostan, kjer so privrženci te sekte, ki so prihajali iz vzhodnih predelov cesarstva in se poskušali izogniti verskemu preganjanju, našli zaščito cesarice Teodore.
Leta 551 je papež Vigilij, ki ga je nekaj let pred tem Justinijan poklical v Konstantinopel, našel zatočišče v cerkvi pred cesarjevimi vojaki, ki so ga hoteli ujeti, ta poskus pa je povzročil nerede. V ikonoklastičnem obdobju je samostan postal eno izmed središč gibanja v mestu.

### Osmansko obdobje
Po osmanski osvojitvi Konstantinopla leta 1453 je cerkev ostala nedotaknjena do vladavine Bajazida II. Nato (med letoma 1506 in 1513) jo je Hüseyin Ağa, glavni črni evnuh, skrbnik Bab-ı-Saadeta (v osmanski turščini dobesedno 'Vrata sreče') v sultanovi rezidenci, palači Topkapi, preoblikoval v mošejo. Takrat so cerkvi prizidali portik in medreso.
Leta 1740 je veliki vezir Hacı Ahmet Paşa obnovil mošejo in zgradil Şadırvan (vodnjak). Škoda, ki sta jo povzročila potresa leta 1648 in 1763, je bila popravljena leta 1831 pod vladavino sultana Mahmuda II. Leta 1762 je bil prvič zgrajen minaret. Leta 1940 je bila porušena in ponovno zgrajena leta 1956.
Hitrost propadanja stavbe, ki je že skozi stoletja trpela zaradi vlage in potresov, se je po izgradnji železnice pospešila. Deli sv. Petra in Pavla južno od stavbe so porušili zaradi železniške proge. Drugo škodo je povzročila uporaba stavbe kot bivališča za begunce med balkanskimi vojnami.
Zaradi vse večjih groženj statične celovitosti stavbe je bila pred leti uvrščena na Unescov seznam ogroženih spomenikov. Svetovni sklad za spomenike ga je leta 2002, 2004 in 2006 dodal na svoj nadzorni seznam 100 najbolj ogroženih območij. Po obsežni obnovi, ki je trajala več let in se je končala septembra 2006, je bilo ponovno odprta za javnost in za čaščenje.

## Arhitektura

### Zunanjost
Zunanja zidava stavbe prevzame običajno tehniko tistega obdobja v Konstantinoplu, ki uporablja opeko, potopljeno v debele plasti malte. Stene so okrepljene z vezmi iz majhnih kamnitih blokov.
Stavba, katere osrednji tloris je bil zavestno ponovljen v baziliki San Vitale v Raveni in je služila kot model slavnemu osmanskemu arhitektu Mimarju Sinanu pri gradnji mošeje Rüstem Paša, ima obliko osmerokotnika, vpisanega v nepravilno štirikotnik. Zaključuje ga čudovita kupola v šestnajstih predelih z osmimi ravnimi deli, ki se izmenjujejo z osmimi konkavnimi deli, ki stojijo na osmih poligonalnih stebrih.
Narteks leži na zahodni strani, nasproti predhodnika. Številni učinki v stavbi so bili kasneje uporabljeni v Hagiji Sofiji: eksedre razširijo osrednjo ladjo na diagonalne osi, pisani stebri zastirajo ambulatorije od ladje, svetloba in senca pa sta v globokem kontrastu na skulpturi kapitelov in entablature.
Pred stavbo je portik (ki je nadomestil atrij) in dvorišče (oboje je bilo dodano v osmanskem obdobju), z majhnim vrtom, vodnjakom za umivanje in več majhnimi trgovinami.

### Notranjost
Znotraj stavbe je čudovito dvonadstropno stebrišče, ki poteka vzdolž severne, zahodne in južne strani in nosi eleganten napis v dvanajstih grških heksametrih, posvečenih cesarju Justinijanu, njegovi ženi Teodori in svetemu Sergiju, zavetniku vojakov rimske vojske. Iz neznanega razloga sveti Bakhus ni omenjen. Stebri so izmenično iz zelenega antičnega in rdečega sinadskega marmorja; spodnje nadstropje jih ima 16, medtem ko jih ima zgornje 18. Številni kapiteli stebrov še vedno nosijo monograma Justinijana in Teodore.
- Apsida nekdanje cerkve z mihrabom. Minbar je viden v ospredju.
- Detajl stebra in severni del kupole
- Kupola
- Galrija
- Kolonada
- Notranjost severozahod (1914).
- Notranjost Male Hagije Sofije
- pogled s pokopališča zadaj
- Širokokotni pogled
- pogled iz prvega nadstropja
- Detajl
- Steber in rob pod prvim nadstropjem

Od prvotne notranje opreme cerkve, ki jo sodobni kronisti opisujejo kot pokrito z mozaiki s stenami iz raznobarvnega marmorja, ni ostalo nič. Med osmansko pretvorbo v mošejo so okna in vhod spremenili, tla dvignili in notranje stene ometali.

## Posest
Severno od stavbe je majhno muslimansko pokopališče s turbo Hüseyin Ağe, ustanovitelja mošeje.